# جان ماركو
جان ماركو (بالفرنسية: Jean Marco)‏ هو مغني فرنسي، ولد في 17 ديسمبر 1923 في القسطنطينية في الإمبراطورية البيزنطية، وتوفي في 24 يونيو 1953 في Connerré ‏ في فرنسا بسبب حادث مرور.

## وصلات خارجية
- جان ماركو على موقع IMDb (الإنجليزية)
- جان ماركو على موقع ديسكوغز (الإنجليزية)